# Нивна (село)
Ни́вна (укр. Нивна) — село на Украине, основано в 1899 году, находится в Романовском районе Житомирской области.
Население по переписи 2001 года составляет 200 человек. Почтовый индекс — 13013. Телефонный код — 4146. Занимает площадь 73,1 км².

## Адрес местного совета
13013, Житомирская область, Романовский р-н, с.Нивна